# Bielefelds universitet

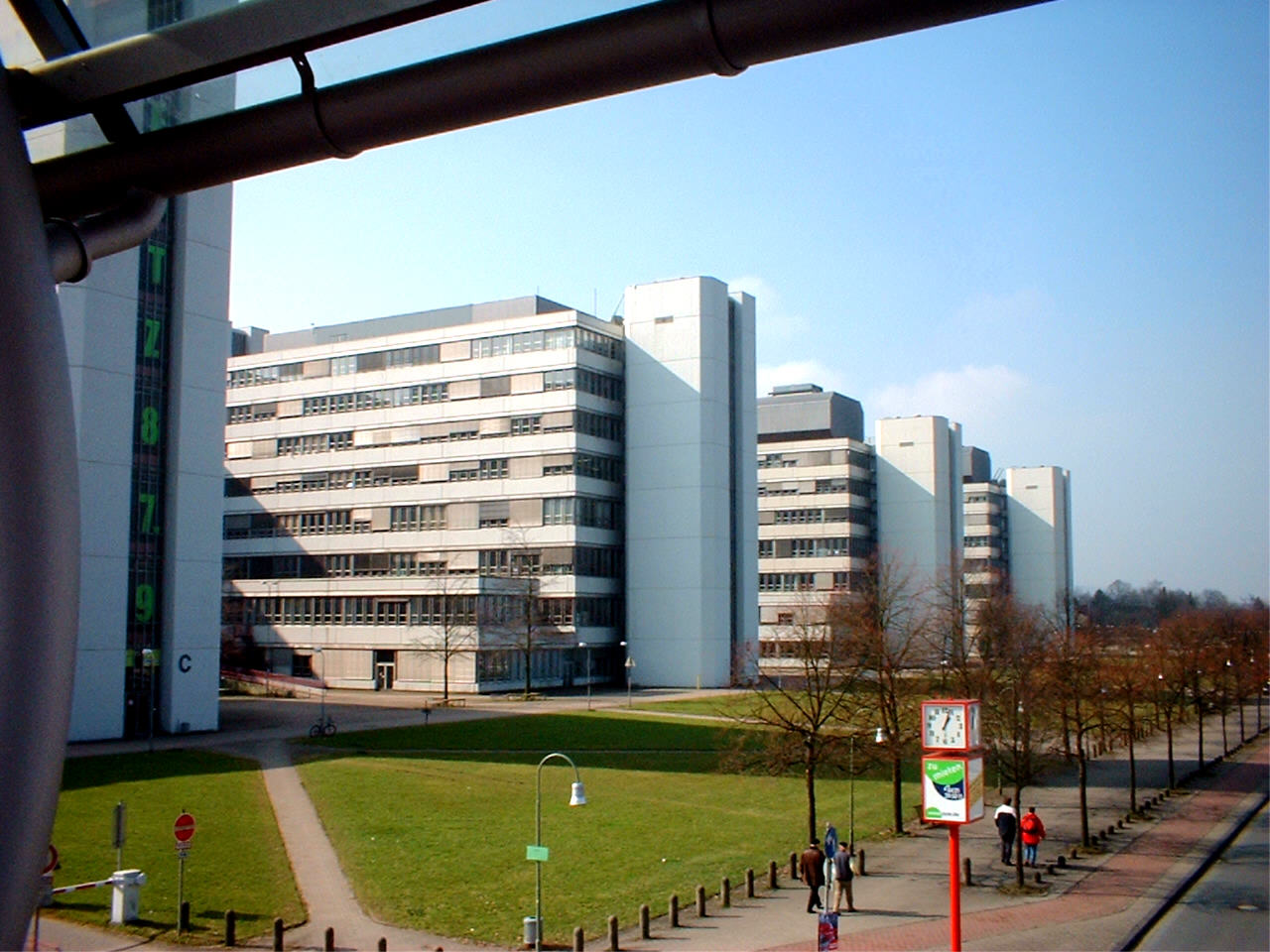
Bielefelds universitet.

Bielefelds universitet, Universität Bielefeld, är ett universitet i Bielefeld i delstaten Nordrhein-Westfalen i Tyskland. Universitet grundades 1969 och har 13 fakulteter. Omkring 24 000 studenter studerar här. 
Universitet grundades som ett så kallat reformuniversitet med målet om interdisciplinärt arbete. Utformningen skapades av sociologen Helmut Schelsky. När universitet började sin verksamhet i november 1969 fanns tre fakulteter: matematik, juridik och sociologi. I den huvudbyggnad som stod klar 1976 knöts fakulteterna samman genom en gemensam hall i centrum av byggnaden.